# Шищенко, Александр Тарасович
Александр Тарасович Шищенко (1925—1943) — подпольщик Великой Отечественной войны, участник антифашистской организации «Молодая Гвардия». Брат — Михаил, также участник подполья.

## Биография
Александр Шищенко родился 20 августа 1925 года в поселке Краснодоне в семье рабочего.
Окончив 7 классов, он поступил работать электрослесарем на шахту № 1-5, продолжая учёбу в вечерней школе[значимость факта?]. Шахтная комсомольская организация в 1940 году приняла его комсомол.
В ночь с 6 на 7 ноября 1942 года Александр в составе группы Николая Сумского вывесили флаг[значимость факта?] на здании шахты № 5. 8 января 1943 года А. Шищенко арестовали. После жестоких пыток 16 января его сбросили в шурф шахты № 5. Похоронен на центральной площади поселка Краснодона в братской могиле молодогвардейцев.

## Награды
Посмертно награждён орденом Отечественной войны 1-й степени и медалью «Партизану Отечественной войны» 1-й степени.

## Стихи
Александр Шищенко был поэтом, писал стихи::